# Cornuallès
El cornuallès (kerneveg) és un dels quatre dialectes del bretó, propi de la regió de Cornualla o Bro Kernev, al sud-oest i el centre del domini lingüístic. És part del bloc dialectal bretó occidental, juntament amb el leonès i el tregorès.